# バートン旋回水路橋
バートン旋回水路橋はイギリスのマンチェスターにある可動式の水路橋である。 この橋によりブリッジウォーター運河がマンチェスター船舶運河を越える。旋回することにより、船舶運河の大きな船が橋の下を通過することができ、小さなナロウボートは橋の上を通過することができる。この水路橋は、世界で最初の、そして唯一の旋回水路橋であり、グレード II*の指定建造物である。この橋はビクトリア時代の土木技術の重要な偉業であると考えられている。

## 歴史

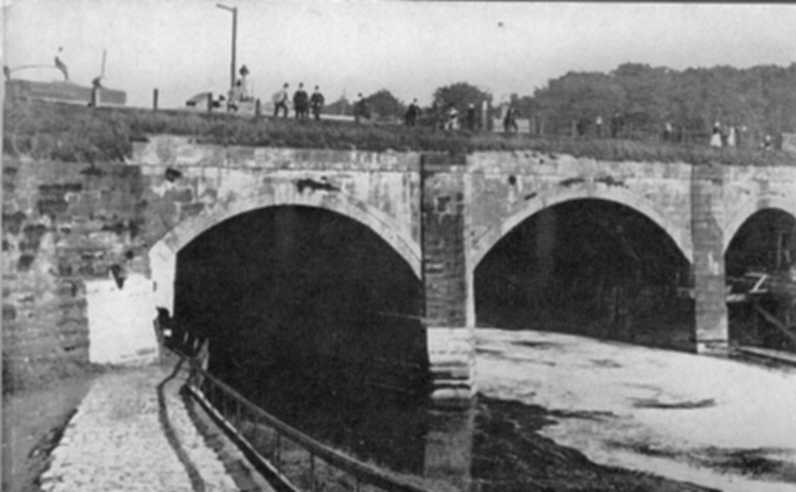
以前の水路橋

この橋が作られる以前、ブリッジウォーター運河は1761年に完成した石造りの水路橋でア－ウェル川を横断していた。マンチェスター船舶運河の建設により、新しい運河を利用する船は高すぎるためこの水路橋を通過できなくなった。そこで、1890年に代替の橋の工事が開始され1894年に開通した。それ以降、定期的に使用されている。

## 動作

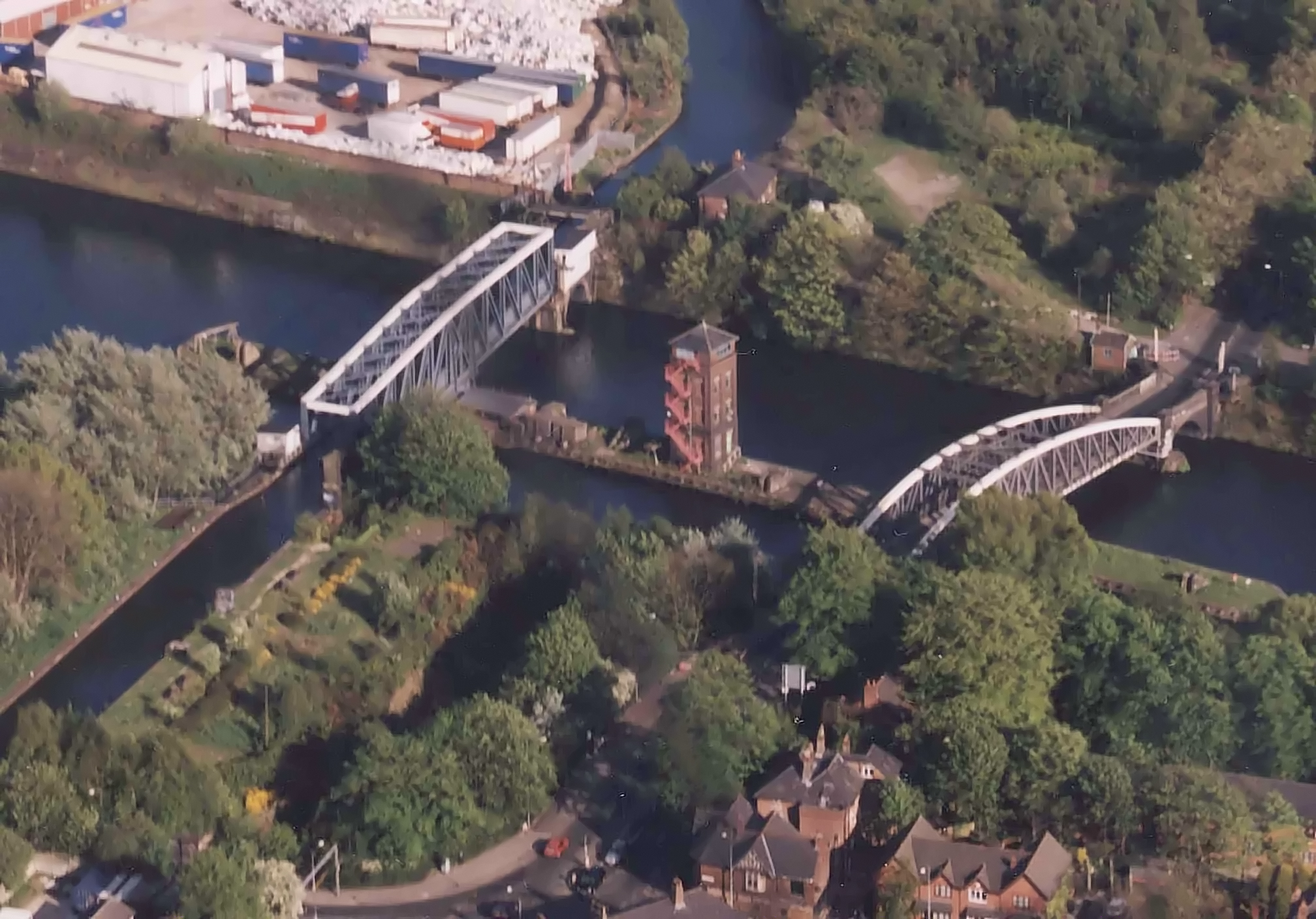
左がバートン旋回水路橋、右がバートン旋回道路橋。

マンチェスター船舶運河の中にある島に設置された軸を中心として、橋が旋回する。当初、ブリッジウォーター運河の水面上 2.7 m の位置に曳船道が吊るされていたが、現在は取り外されている。